# Fort Denison
Fort Denison è una piccola fortezza del XIX secolo che occupa l'intera superficie dell'isola di Pinchgut, nell'insenatura di Port Jackson a Sydney, in Australia. La struttura comprende una "Torre Martello", l'unica costruita in Australia, ed un faro.

## L'isola
Gli aborigeni autoctoni conoscevano lo scoglio con il nome di Mat-te-wan-ye o Muttewai. All'arrivo della Prima Flotta nel 1788, l'ammiraglio britannico Arthur Phillip (primo governatore del Nuovo Galles del Sud) chiamò invece l'isola semplicemente Rock Island ("isola rocciosa", in inglese).
Sin da allora, molto prima che il forte fosse costruito, l'isola venne utilizzata come luogo di detenzione e per l'esecuzione di pene corporali o capitali.
Fu l'ammiraglio John Hunter, più tardi secondo governatore del Nuovo Galles del Sud, a rinomirare Pinchgut la piccola isola.
Pinchgut è un antico termine del gergo nautico per indicare un punto in cui un canale si restringe, ma anche una parola per indicare la fame, con riferimento alla scarsità di cibo ed acqua in cui venivano lasciati i detenuti.
Nella prima metà del XIX secolo l'isola fu utilizzata come cava di arenaria e di conseguenza spianata, la roccia prelevata venne impiegata per costruire il promontorio artificiale di Bennelong Point, su cui attualmente si trova la Sydney Opera House.
Con la costruzione del forte, che fu intitolato Sir William Thomas Denison (governatore del Nuovo Galles del Sud dal 1855 al 1861), isola ed edificio assunsero congiuntamente l'attuale denominazione di Fort Denison.

## Il forte
Una volta che i lavori di estrazione ebbero reso piana la superficie dell'isola, iniziarono i lavori di costruzione del forte, che venne ultimato nel 1857. Costituito da ottomila tonnellate di arenaria prelevata vicino a Kurraba Point, Neutral Bay, l'edificio comprende l'unica "torre martello" costruita in Australia e l'ultima costruita in tutto l'impero britannico.

## Il faro
Nel 1906 è stato installato un faro, costituito da una lanterna installata in cima alla torre martello del forte. Nell'ottobre del 2003 la lanterna originale è stata rimossa e sottoposta a restauro, quindi riposizionata a Fort Denison nel maggio 2004. Il gestore del faro è Sydney Ports, l'autorità portuale di Sydney.